# Estadio Alfonso "Chico" Carrasquel
El Estadio Alfonso «Chico» Carrasquel, es un estadio de béisbol, ubicado en el Oriente de Venezuela, en el Estado Anzoátegui, más específicamente en la ciudad de Puerto La Cruz, es usado regularmente para la práctica de este deporte y sirve como sede del equipo Caribes de Anzoátegui, posee una capacidad aproximada para 18 000 espectadores, y fue sometido a un proceso de remodelación que permitió que fuera abierto al público en el año de 1991, posee todas las comodidades de un estadio moderno de su tipo, oficinas administrativas, sala de árbitros, sistema de riego de la grama, pizarra electrónica, área de servicios médicos, cabinas para la transmisión por televisión y radio, lavandería, gimnasio, etc. Debe su nombre al jugador de la grandes ligas Alfonso Carrasquel Colón más conocido como Chico Carrasquel.
Es bueno acotar que este estadio fue construido en la década de 1950 bajo el nombre de Estadio Municipal y sirvió de sede al equipo Indios de Oriente, el cual sustituyó entre 1955 y 1963 a los Navegantes del Magallanes.
El día 5 de agosto del año 2018 se realizó en esta sede el IV Encuentro Nacional de Jóvenes (ENAJÓ), con una participación estimada en 8  000 jóvenes provenientes de diferentes zonas del país. 

## Conciertos
| Fecha       | Artista                                    |
| ----------- | ------------------------------------------ |
| Feb 22 1993 | Onice y Ziggy Marley and the Melody Makers |
| Feb 23 1993 | Onice y Ziggy Marley and the Melody Makers |
| Sep 19 2009 | Vicente Fernández                          |
| Jul 04 2012 | Ricardo Arjona                             |